# Alotau
Alotau – miasto w Papui-Nowej Gwinei, na południowo-wschodnim krańcu wyspy Nowa Gwinea; 11 857 mieszkańców (spis ludności z 2011). Stolica prowincji Milne Bay od 1969 roku. Działa tu port lotniczy Gurney.